# Maurice Gufflet
Henri Napoléon Marie Maurice Gufflet (15 de agosto de 1863-22 de abril de 1915) fue un deportista francés que compitió en vela en la clase tonelaje. Fue hermano del también regatista Robert Gufflet.
Participó en los Juegos Olímpicos de París 1900, obteniendo una medalla de plata en la clase 3 – 10 Ton (regata 2).

## Palmarés internacional
| Juegos Olímpicos | Juegos Olímpicos | Juegos Olímpicos | Juegos Olímpicos      |
| Año              | Lugar            | Medalla          | Clase                 |
| ---------------- | ---------------- | ---------------- | --------------------- |
| 1900             | París (Francia)  | Medalla de plata | 3 – 10 Ton (regata 2) |